# Кувалда

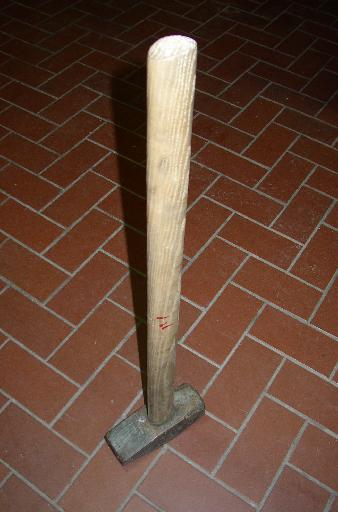
Кувалда.

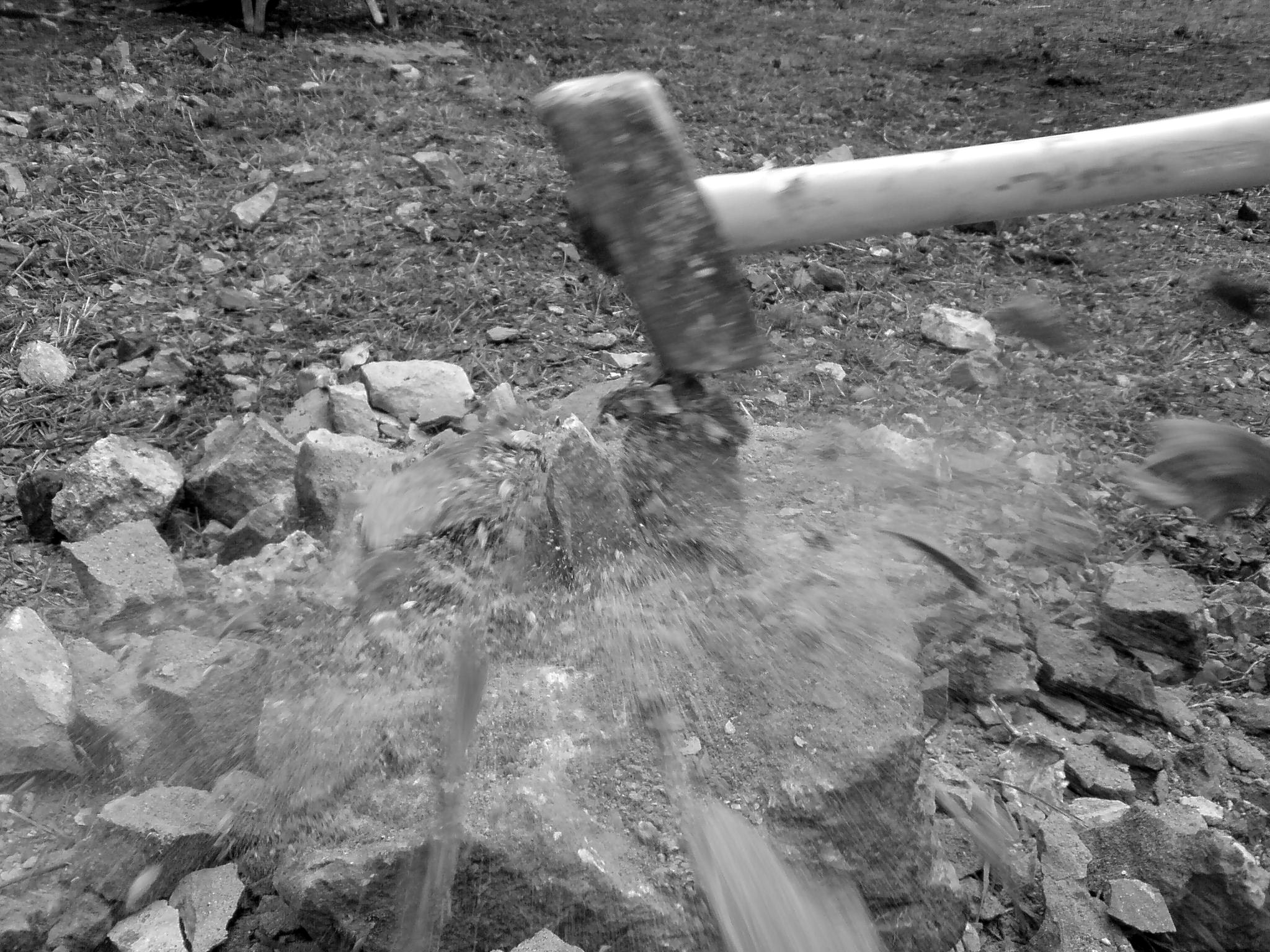
Работа кувалдой, бой камня.

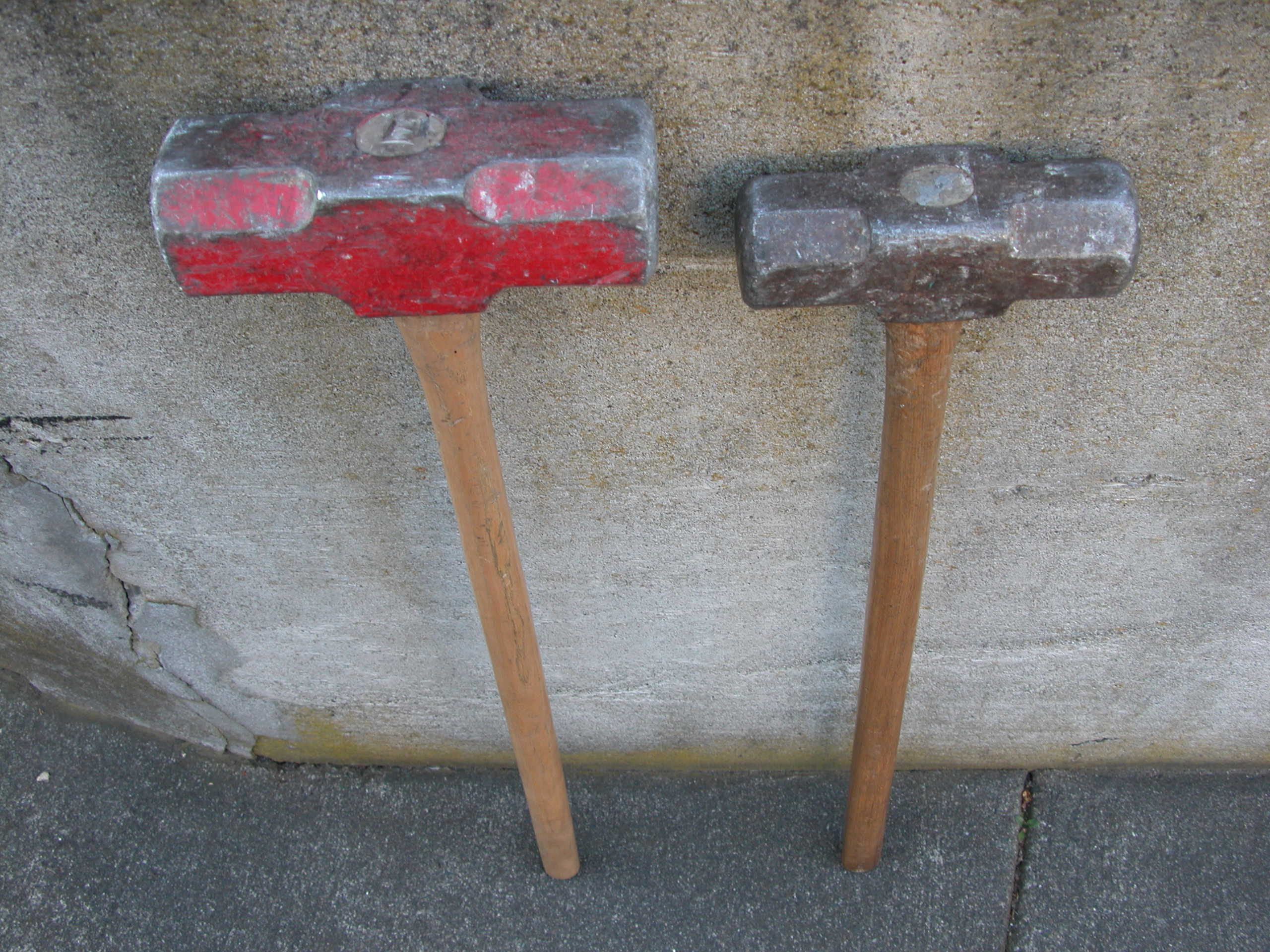
Кувалды.

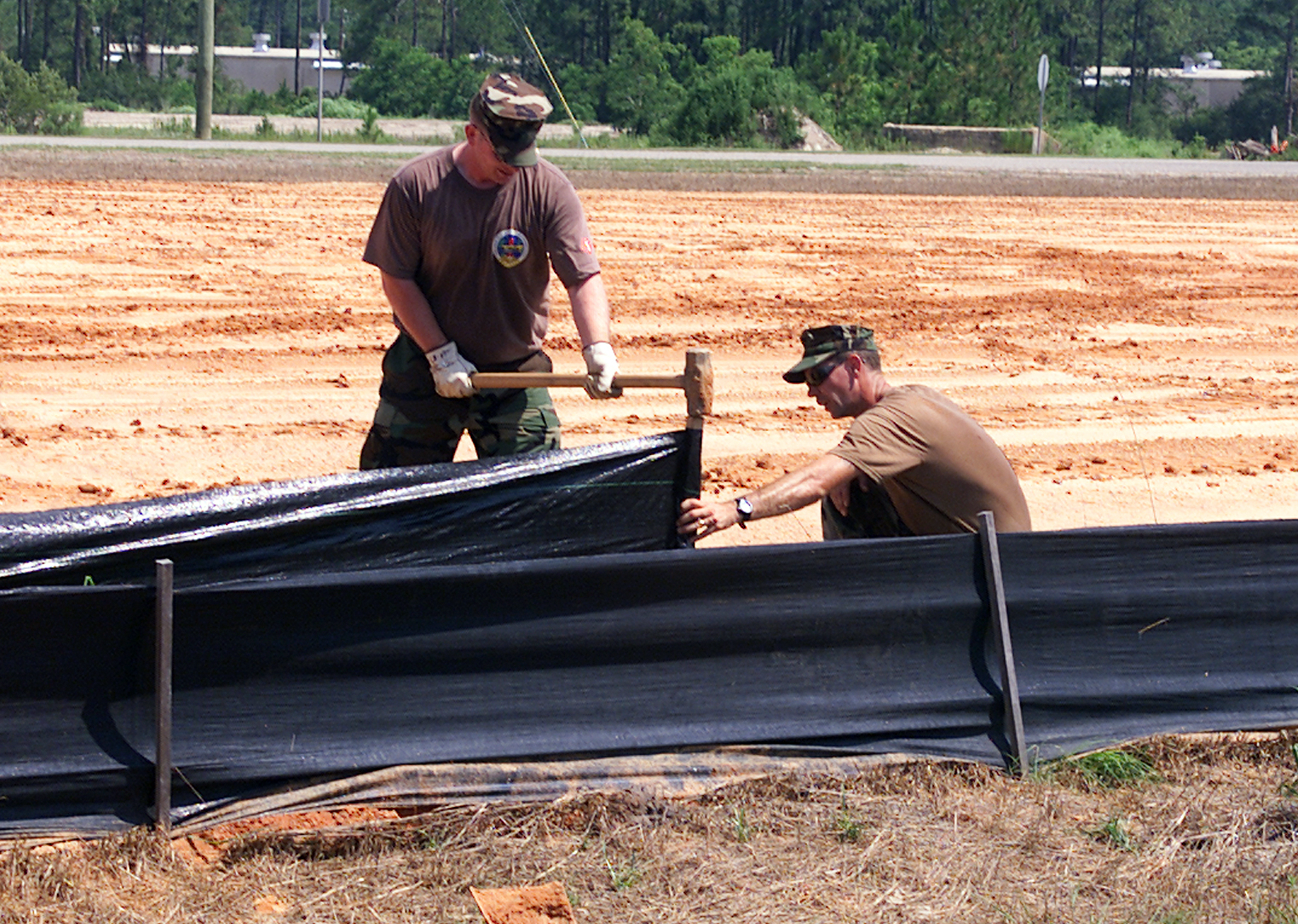
Американские морские пехотинцы укрепляют кувалдой барьер перед ураганом.

Кува́лда, балда — ручной ударный инструмент (двуручный тяжеловесный молот), предназначенный для боя камня, нанесения исключительно сильных ударов при обработке металла, на демонтаже и монтаже конструкций.
От молотка и молота кувалда отличается значительно большей массой бойка, длиной рукоятки. Кувалда — один из наиболее древних инструментов, известных человечеству. Слово «кувалда» означает «инструмент для ковки», то есть первоначально это был инструмент, применявшийся в кузнечном деле. Может использоваться как боевой молот. Кувалда, балда, большой молот от пяти до 20 ф. — Кула́к.

## Устройство кувалды
Кувалда устроена в схожей степени с молотком, но имеет увеличенную массу (до 16 кг) бойка, и рукоятку до 1,2 метра (в среднем 70–90 см).
Кувалды изготовляют из сталей — 40, 45, 50, У7. Рабочие поверхности закаливают на глубину 30 мм до твёрдости НRС 32,5. Рукоять кувалды должна быть прямой, а в поперечном сечении иметь овальную форму; большая ось овала рукоятки должна быть перпендикулярна продольной оси инструмента. У кувалд рукоятка к свободному концу несколько сужается (у молотка рукоять к бойку сужается): в том числе для того, чтобы при промахе кувалда могла вылететь из руки и не утащить за собой работника. Также важен материал рукояти кувалды: чаще всего рукоять изготавливают из сухой древесины твердых лиственных пород или синтетических материалов, обеспечивающих прочность и надежность насадки при выполнении работ.
Для надежного крепления кувалды рукоятку с торца расклинивают металлическими и заершёнными  клиньями из мягкой стали.

## Типы кувалд
По конструкции в России различают следующие типы кувалд:
- Тупоносая кувалда[6]: Масса 2—16 кг.
- Остроносая поперечная кувалда[6]: Масса 3—8 кг.
- Остроносая продольная кувалда[6]: Масса 3—8 кг.

## Применение кувалды
Основные области применения кувалд:
- Ковка (свободная) и ковка с применением подкладного кузнечного инструмента.
- Шиномонтаж: оббивание шин при разборке колёс и рихтовка при ремонте.
- Правка металлических заготовок и листов.
- Забивание толстых кольев, гвоздей, железнодорожных костылей и штырей.
- Раскалывание камней, бетона и кирпича при разрушении (демонтаже) небольших построек.
- Дробление камней на щебень (способ морально устарел после внедрения на карьерах более производительных камнедробилок).
- В исключительных случаях кувалда может служить оружием ударно-дробящего действия (энергия удара кувалды достаточна для разрушения любой кости у человека и большинства животных).
- Кувалду используют выбивщики при выбивании отливок из опок, а также обрубщики при отбивке от отливок литниковой системы.
- Кувалду используют для упражнений при прокачке спинных мышц, путём нанесения ударов по большой резиновой покрышке.
- В инженерной сейсморазведке, как источник сейсмических волн при исследовании небольших глубин[7].